# Vatnafjöll
Vatnafjöll är ett berg i republiken Island. Det ligger i regionen Suðurland, 110 km öster om huvudstaden Reykjavík. Toppen på Vatnafjöll är 1 089 meter över havet.
Trakten runt Vatnafjöll är nära nog obefolkad, med mindre än två invånare per kvadratkilometer. Det finns inga samhällen i närheten. Trakten runt Vatnafjöll består i huvudsak av gräsmarker.